# Edel Saunte
Edel Saunte (13 mars 1904 à Næstved – 22 novembre 1991 à Elseneur) est une juriste danoise, femme politique social-démocrate et militante des droits des femmes.

## Biographie
Edel Saunte obtient un diplôme en droit à l'université de Copenhague en 1925. En 1934, elle devient avocate à la Haute Cour (landsretssagfører), la troisième femme à accéder à cette fonction.
Durant l'été 1944, pendant l'occupation allemande, elle participe à l'organisation de la distribution alimentaire à Copenhague.
Edel Saunte est candidate pour les sociaux-démocrates lors des premières élections après la Seconde Guerre mondiale, organisées en octobre 1945, mais n'est pas élue. Le lendemain, le journal issu de la résistance Information la qualifie de compétente et impute son échec à la procédure électorale non démocratique au sein de son parti.
En 1947, elle est élue pour le Folketing, dont elle reste membre jusqu'en 1962, date à laquelle elle devient maire de Copenhague, la première femme à ce poste.